# Neuville-lès-Lœuilly
Pour les articles homonymes, voir Neuville.
Neuville-lès-Lœuilly est une ancienne commune française située dans le département de la Somme, en région Hauts-de-France.
Elle a fusionné avec Lœuilly et Tilloy-lès-Conty pour former, le 1er janvier 2019, la commune nouvelle de Ô-de-Selle.

## Géographie
Situé à une quinzaine de kilomètres au sud-ouest d'Amiens, le village est desservi par la route départementale 61 (RD 61).

### Transports en commun routiers
La localité est desservie par la ligne d'autocars no 29 (Crévecœur-le-Grand - Conty - Amiens)  du réseau interurbain Trans'80 Hauts-de-France.

## Toponymie
La préposition « lès » permet de signifier la proximité d'un lieu géographique par rapport à un autre lieu. En règle générale, il s'agit d'une localité qui tient à se situer par rapport à une ville voisine plus grande. Par exemple, la commune de Neuville indique qu'elle se situe près de Lœuilly.

## Histoire
Fusion de communes
Les communes de Loeuilly, Neuville-lès-Loeuilly, Nampty et Tilloy-lès-Conty et Nampty envisagent en 2018 de fusionner en 1er janvier 2019 sous le régime des communes nouvelles, afin de mieux peser au sein de la communauté de communes Somme Sud Ouest, où, réunies, elles constituraient la cinquième collectivité par leur population. Cette fusion permettrait une mutualisation des moyens, et des dotations d'État majorées.
Nampty se retire ensuite de cette démarche,.
Plusieurs noms sont envisagés pour cette commune nouvelle : Vy-surSelle, Les Ô-de-Selle, Les Y-de-Selle et Sellevallée.
Après une réunion publique le 24 octobre à Loeuilly, les conseils municipaux ont proposé le 15 novembre 2018 cette fusion au préfet le.
La commune nouvelle de Ô-de-Selle est ainsi créée (sans Nampty) au 1er janvier 2019 par un arrêté préfectoral, et Neuville-lès-Lœuilly en est devenue une commune déléguée.

## Politique et administration

### Rattachements administratifs et électoraux
Neuville-lès-Lœuilly se trouve dans l'arrondissement d'Amiens du département de la Somme. Pour l'élection des députés, elle fait partie depuis 2012 de la quatrième circonscription de la Somme.
Elle faisait partie depuis 1793 du canton de Conty. Dans le cadre du redécoupage cantonal de 2014 en France, Neuville-lès-Lœuilly est intégrée au canton d'Ailly-sur-Noye jusqu'à la fusion de 2019.

### Intercommunalité
Neuville-lès-Lœuilly était membre de la communauté de communes du canton de Conty, créée par un arrêté préfectoral du 23 décembre 1996, et qui s’est substituée aux syndicats préexistants tels que le SIVOM et le SIVU de la coulée verte. Cette intercommunalité est renommée Communauté de communes du Contynois en 2015, à la suite de la disparition du canton.
Dans le cadre des dispositions de la loi portant nouvelle organisation territoriale de la République du 7 août 2015, qui prévoit que les établissements publics de coopération intercommunale (EPCI) à fiscalité propre doivent avoir un minimum de 15 000 habitants, la préfète de la Somme propose en octobre 2015 un projet de nouveau schéma départemental de coopération intercommunale (SDCI) qui prévoit la réduction de 28 à 16 du nombre des intercommunalités à fiscalité propre du département.
Ce projet prévoit la « fusion des communautés de communes du Sud-Ouest Amiénois, du Contynois et de la région d'Oisemont », le nouvel ensemble de 37 412 habitants regroupant 120 communes,. À la suite de l'avis favorable de la commission départementale de coopération intercommunale en janvier 2016, la préfecture sollicite l'avis formel des conseils municipaux et communautaires concernés en vue de la mise en œuvre de la fusion.
La communauté de communes Somme Sud-Ouest est ainsi créée au 1er janvier 2017 et Neuville-lès-Lœuilly en a été membre jusqu'à la fusion de 2019.

### Liste des maires
| Période                                  | Période       | Identité         | Étiquette | Qualité |
| ---------------------------------------- | ------------- | ---------------- | --------- | ------- |
| Les données manquantes sont à compléter. |               |                  |           |         |
| mars 1977                                | 2008          | Paul-Alain Dulin |           |         |
| mars 2008                                | décembre 2018 | Rodolphe Jandos  |           |         |

### Liste des maires délégués
| Période      | Période                      | Identité        | Étiquette | Qualité |
| ------------ | ---------------------------- | --------------- | --------- | ------- |
| janvier 2019 | En cours (au 9 janvier 2019) | Rodolphe Jandos |           |         |

## Démographie
L'évolution du nombre d'habitants est connue à travers les recensements de la population effectués dans la commune depuis 1793. Pour les communes de moins de 10 000 habitants, une enquête de recensement portant sur toute la population est réalisée tous les cinq ans, les populations de référence des années intermédiaires étant quant à elles estimées par interpolation ou extrapolation. Pour la commune, le premier recensement exhaustif entrant dans le cadre du nouveau dispositif a été réalisé en 2004.

En 2016, la commune comptait 126 habitants, en stagnation par rapport à 2010 (Somme : −1,26 %, France hors Mayotte : +2,11 %).
| 1793 | 1800 | 1806 | 1821 | 1831 | 1836 | 1841 | 1846 | 1851 |
| ---- | ---- | ---- | ---- | ---- | ---- | ---- | ---- | ---- |
| 123  | 141  | 155  | 158  | 137  | 156  | 168  | 165  | 184  |

| 1856 | 1861 | 1866 | 1872 | 1876 | 1881 | 1886 | 1891 | 1896 |
| ---- | ---- | ---- | ---- | ---- | ---- | ---- | ---- | ---- |
| 173  | 171  | 151  | 141  | 151  | 141  | 132  | 125  | 105  |

| 1901 | 1906 | 1911 | 1921 | 1926 | 1931 | 1936 | 1946 | 1954 |
| ---- | ---- | ---- | ---- | ---- | ---- | ---- | ---- | ---- |
| 113  | 92   | 103  | 107  | 103  | 89   | 98   | 105  | 80   |

| 1962 | 1968 | 1975 | 1982 | 1990 | 1999 | 2004 | 2006 | 2009 |
| ---- | ---- | ---- | ---- | ---- | ---- | ---- | ---- | ---- |
| 75   | 75   | 91   | 105  | 104  | 102  | 108  | 107  | 122  |

| 2014 | 2016 | - | - | - | - | - | - | - |
| ---- | ---- | - | - | - | - | - | - | - |
| 130  | 126  | - | - | - | - | - | - | - |

## Culture locale et patrimoine

### Lieux et monuments
- Château de Neuvillette.
- Église Saint-Martin.

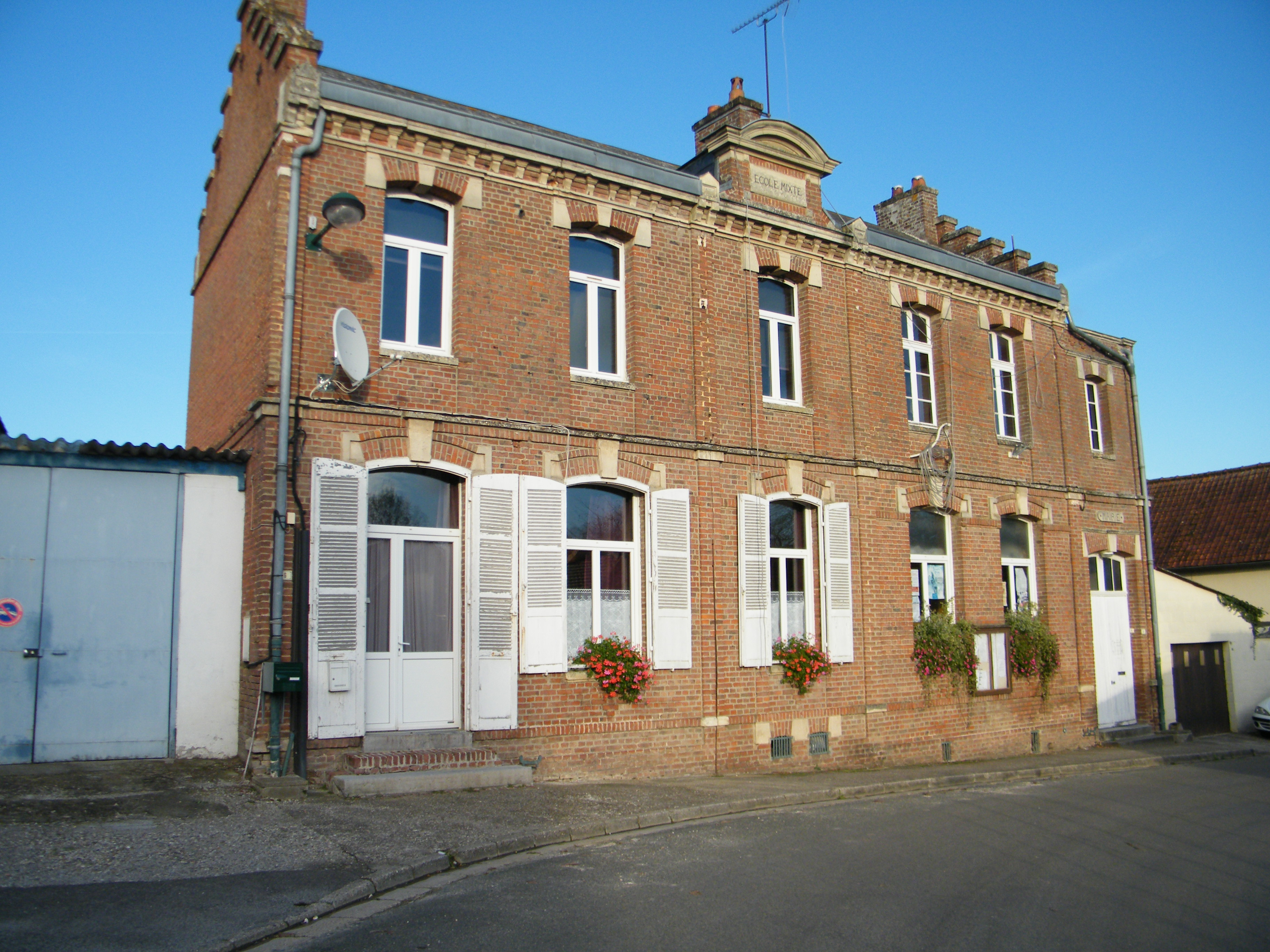
Mairie-école.
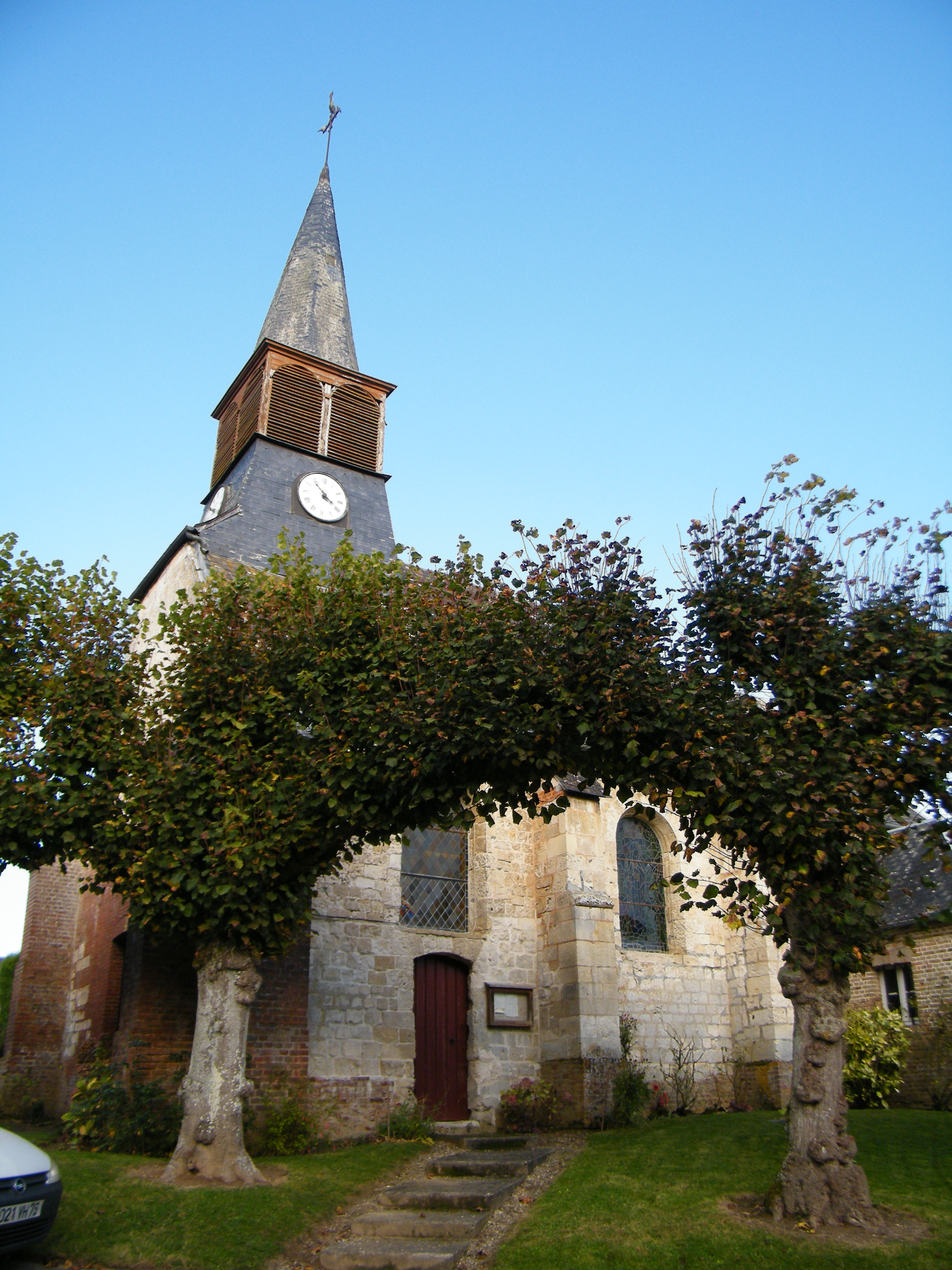
Autre vue de l'église.
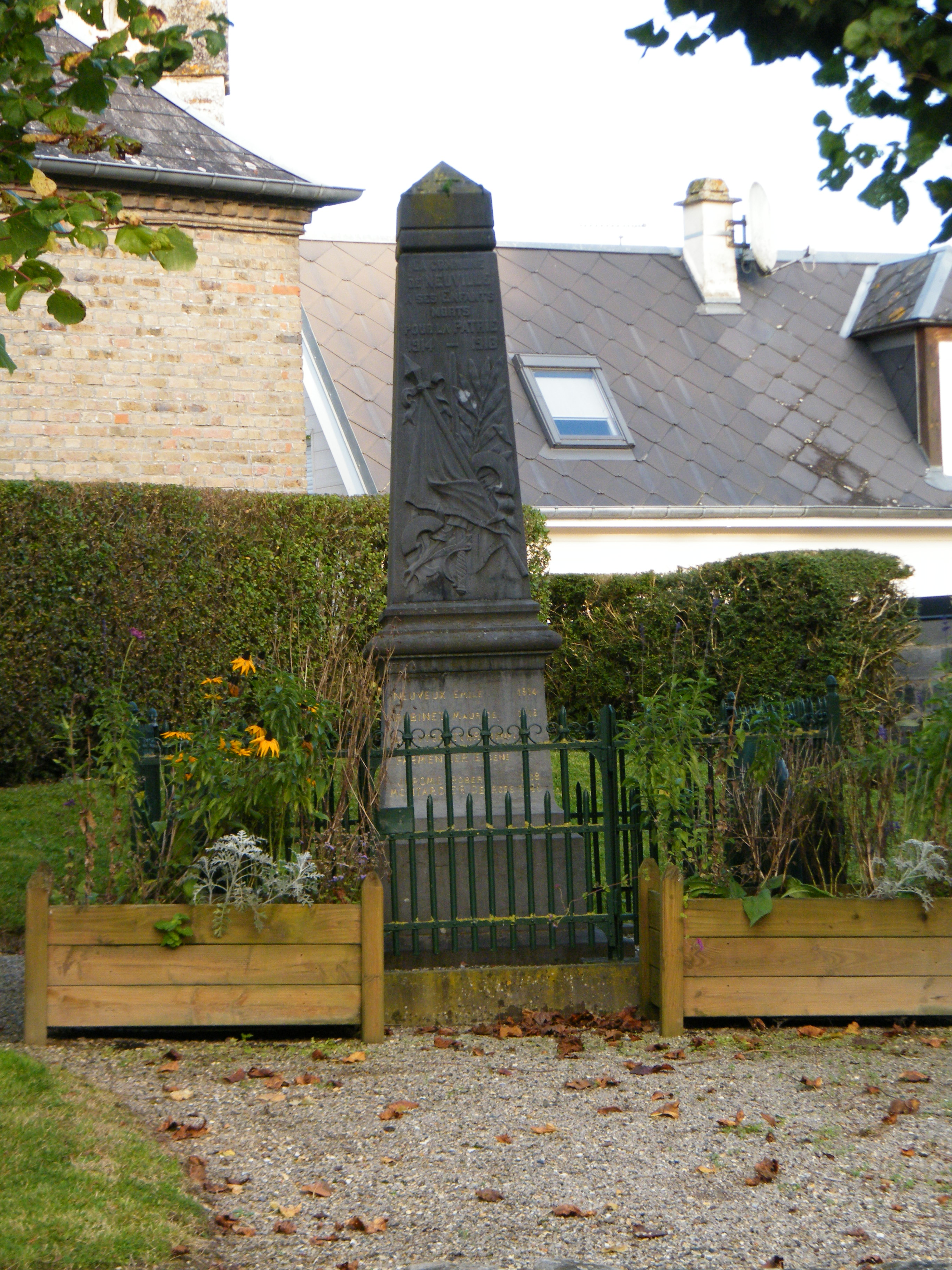
Monument.